# Crézilles
Crézilles ist eine französische Gemeinde mit 301 Einwohnern (Stand: 1. Januar 2022) im Département Meurthe-et-Moselle in Lothringen in der Region Grand Est. Sie gehört zum Arrondissement Toul sowie zum Kanton Meine au Saintois. Die Einwohner werden Crézillois genannt.

## Geographie
Crézilles liegt etwa 26 Kilometer westsüdwestlich von Nancy und etwa 14 Kilometer südlich von Toul. Nachbargemeinden von Crézilles sind Moutrot im Norden, Ochey im Osten, Allain im Südosten, Bagneux im Süden, Bulligny im Westen sowie Blénod-lès-Toul im Nordwesten.

## Bevölkerungsentwicklung
| Jahr                       | 1962 | 1968 | 1975 | 1982 | 1990 | 1999 | 2006 | 2019 |
| Einwohner                  | 221  | 185  | 163  | 166  | 199  | 224  | 276  | 294  |
| Quellen: Cassini und INSEE |      |      |      |      |      |      |      |      |

## Sehenswürdigkeiten
- Kirche Saint-Gengoult aus dem 18. Jahrhundert

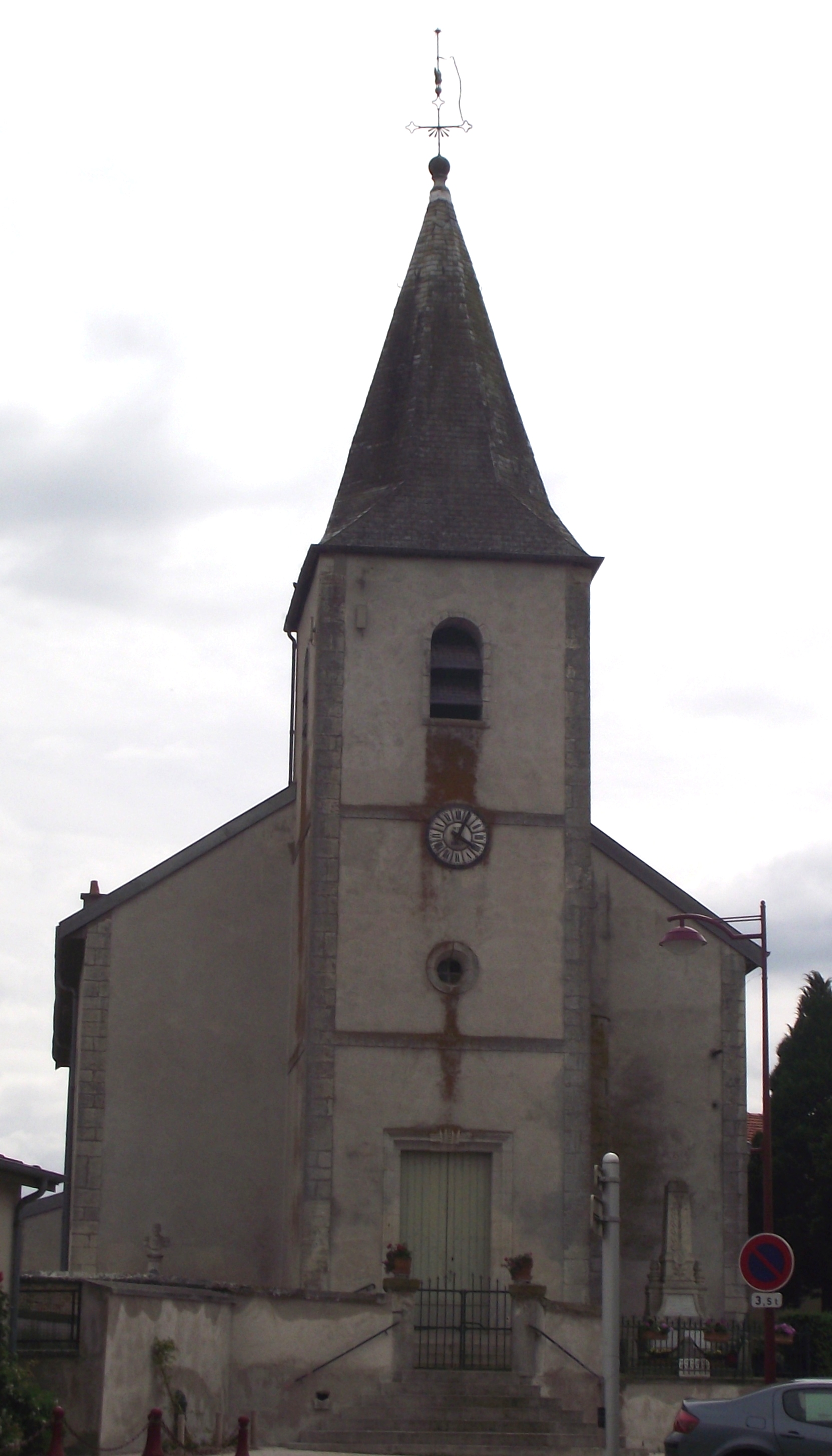
Kirche Saint-Gengoult